# A Kajmán-szigetek az 1988. évi nyári olimpiai játékokon
A Kajmán-szigetek a dél-koreai Szöulban megrendezett 1988. évi nyári olimpiai játékok egyik részt vevő nemzete volt. Az országot az olimpián 2 sportágban 8 sportoló képviselte, akik érmet nem szereztek.

## Atlétika
Férfi
| Versenyző     | Versenyszám   | Selejtező | Selejtező | Döntő    | Döntő    |
| Versenyző     | Versenyszám   | Eredmény  | Helyezés  | Eredmény | Helyezés |
| ------------- | ------------- | --------- | --------- | -------- | -------- |
| Paul Hurlston | Gerelyhajítás | 62,34 m   | 37.       | kiesett  | kiesett  |

Női
| Versenyző     | Versenyszám | Eredmény | Helyezés |
| ------------- | ----------- | -------- | -------- |
| Michelle Bush | Maraton     | 2:51:30  | 52.      |

## Kerékpározás

### Országúti kerékpározás
Férfi
| Versenyző                                                | Versenyszám     | Idő                  | Helyezés      |
| -------------------------------------------------------- | --------------- | -------------------- | ------------- |
| Perry Merren                                             | Mezőnyverseny   | 4:32:56 (+0:34)      | 58.           |
| Richard Pascal                                           | Mezőnyverseny   | 4:44:56 (+12:34)     | 102.          |
| Michele Smith                                            | Mezőnyverseny   | nem ért célba        | nem ért célba |
| Nicholas Baker Alfred Ebanks Craig Merren Richard Pascal | Csapat időfutam | 2:19:08,0 (+21:20,3) | 27.           |

### Pálya-kerékpározás
Sprintversenyek
| Versenyző     | Versenyszám  | Selejtező | Selejtező | 1. forduló                                     | 1. forduló | Vigaszág                                                                            | Vigaszág | 2. forduló             | 2. forduló | Vigaszág             | Vigaszág | Negyeddöntő          | 5–8. helyért           | 5–8. helyért | Elődöntő             | Döntő                | Helyezés |
| Versenyző     | Versenyszám  | Idő       | Hely.     | Ellenfelek Győztes idő                         | Hely.      | Ellenfelek Győztes idő                                                              | Hely.    | Ellenfelek Győztes idő | Hely.      | Ellenfél Győztes idő | Hely.    | Ellenfél Győztes idő | Ellenfelek Győztes idő | Hely.        | Ellenfél Győztes idő | Ellenfél Győztes idő | Helyezés |
| ------------- | ------------ | --------- | --------- | ---------------------------------------------- | ---------- | ----------------------------------------------------------------------------------- | -------- | ---------------------- | ---------- | -------------------- | -------- | -------------------- | ---------------------- | ------------ | -------------------- | -------------------- | -------- |
| Michele Smith | Férfi egyéni | 12,055    | 23.       | Erik Schoefs (BEL) · Frank Weber (FRG) · 11,34 | 3.         | Miva Hideki (JPN) · Li Fu-hsziang (Lee Fu-Hsiang) (TPE) · Paul Réneau (BIZ) · 11,56 | 4.       | kiesett                | kiesett    | kiesett              | kiesett  | kiesett              | kiesett                | kiesett      | kiesett              | kiesett              | kiesett  |

Időfutam
| Név           | Versenyszám  | Idő      | Helyezés |
| ------------- | ------------ | -------- | -------- |
| Michele Smith | Férfi egyéni | 1:11,820 | 28.      |

Pontverseny
| Név           | Versenyszám | Selejtező | Selejtező  | Selejtező | Döntő   | Döntő      | Döntő    |
| Név           | Versenyszám | Pont      | Körhátrány | Hely.     | Pont    | Körhátrány | Helyezés |
| ------------- | ----------- | --------- | ---------- | --------- | ------- | ---------- | -------- |
| Michele Smith | Férfi       | 1         | -1         | 15.       | kiesett | kiesett    | kiesett  |